# Otiorhynchus politus
Otiorhynchus politus — вид долгоносиков-скосарей из подсемейства Entiminae. 

## Описание
Жук длиной 4-5,5 мм Тело более или менее короткое, толстое. Надкрылья короткие яйцевидные. Усики тонкие, их рукоять без крупных точек. Промежутки между бороздками на надкрыльях очень тонко, рассеянно пунктированные, кажутся гладкими. Задние голени самцов перед вершинами внутри, без вырезки. Усиковые бороздки часто достигают глаза, не ямкообразные. Глаза хорошо развиты, обычно крупные. Плечи надкрылий всегда округлены, надкрылья сросшиеся на шве и частью на боках груди. Коготки свободные.

## Экология
Местом обитания вида является север лесной зоны. Встречаются на лугах и в поймах. Питаются корнями разнообразных травянистых и кустарниковых видов растений. Личинки обычно не имеют пищевой специализации.